# Zentrum für aktuelle Kunst – Gegenverkehr
Zentrum für aktuelle Kunst – Gegenverkehr e.V. war ein Kunstverein in Aachen. Er wurde von Klaus Honnef geleitet und bestand von 1968 bis 1972.

## Geschichte
Im Juni 1968 gründeten der Journalist und Kulturredakteur der Aachener Nachrichten Klaus Honnef, der Galerist Will Kranenpohl, die Künstler Rune Mields und Benno Werth sowie weitere Gleichgesinnte das „Zentrum für aktuelle Kunst – Gegenverkehr e.V.“. Als Ausstellungsräume wurden zwei Etagen eines ehemaligen Architekturbüros im Hinterhaus der Theaterstraße 50 angemietet. Honnef wurde 1. Vorsitzender, der Mitgliedsbeitrag wurde auf DM 5,– im Monat festgesetzt und bereits nach der ersten Ausstellung, auf der Arbeiten von Peter Brüning gezeigt wurden, stieg die Mitgliederzahl auf 330 an. „Gegenverkehr“ stand für ein damals völlig neues, andersartiges und unkommerzielles Ausstellungs- und Kommunikationsprogramm.

## Programm
Durch die gute Vernetzung Honnefs, die vielen prominenten Vereinsmitglieder aus Wirtschaft, Wissenschaft und Kultur der Stadt und zeitweise über 500 Mitgliedern konnten Ausstellungen internationaler aktueller Kunst stattfinden. Bei Filmvorführungen im Gegenverkehr, gestaltet von Cyrus Kube und Rolf Thissen, wurden deutsche Undergroundfilme und Werke internationaler Experimentalfilmer gezeigt. Durch progressive Musikdarbietungen und Dichterlesungen wurden die Räume des Vereins in der Theaterstraße „... zu einem Ort intensiven Lebensgefühls, zu einem Avantgarde-Treffpunkt, dessen Bedeutung weit über die Stadtgrenzen hinaus reichte.“
Neben den typischen Röhrenmotiven von Rune Mields, waren Eat-Art von Daniel Spoerri und frühe Nagelbilder von Günther Uecker, Pop-Art Pin-up-Girls von Mel Ramos und Farbkompositionen von Rupprecht Geiger zu sehen. Im März und April 1969 hatte Gerhard Richter die erste institutionelle Ausstellung im Gegenverkehr. Er zeigte seine neu entstandene Gemäldeserie Stadtbilder.
„Dieser avantgardistische Kunstverein, dem zeitweise 500 Mitglieder angehörten, nahm mit seinem kühn improvisierten, die provinzielle Enge sprengenden Ausstellungsprogramm aus eigener Kraft Aufgaben wahr, für die es damals noch keine öffentlichen Institutionen in Aachen gab.“
Das Zentrum für aktuelle Kunst – Gegenverkehr bestand bis 1972. Der Initiator und Motor des Vereins Klaus Honnef war bereits 1970 zum Geschäftsführer des Westfälischen Kunstvereins in Münster berufen worden.

## Kataloge
- Bernd Becher, Hilla Becher: Vergleiche technischer Konstruktionen, Gegenverkehr, Aachen, Zentrum für aktuelle Kunst, Katalog 71.
- Erich Reusch. Gegenverkehr, Aachen, Zentrum für aktuelle Kunst, Katalog 6/70.
- Allan d Arcangelo. Gegenverkehr, Aachen, Zentrum für aktuelle Kunst 69
- Günther Uecker. Gegenverkehr, Aachen, Zentrum für aktuelle Kunst 4/69

## Ausstellung über Gegenverkehr e.V.
- 2011: „Nie wieder störungsfrei! Aachen Avantgarde seit 1964“ im Ludwig Forum[7]